# ناو هواپیمابر آکاگی

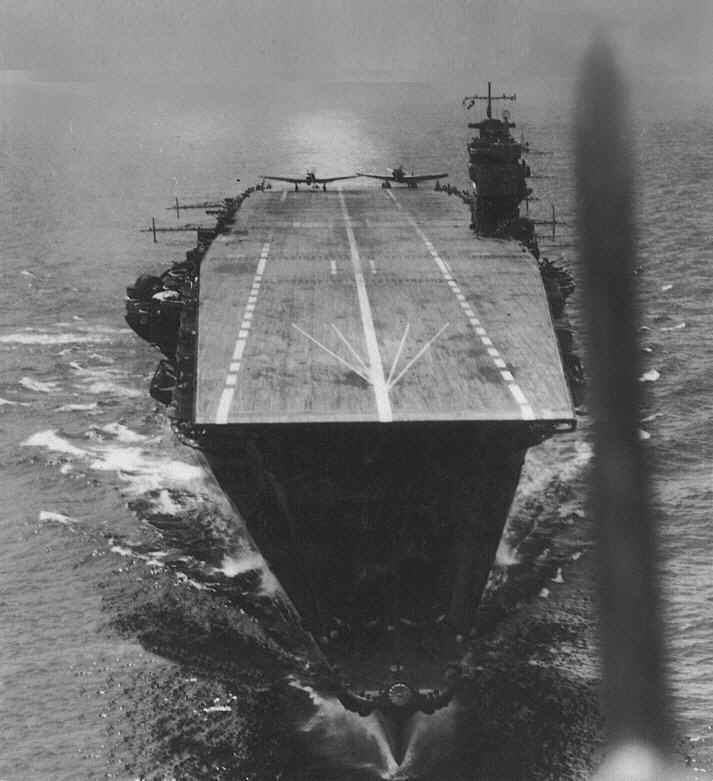
ناو هواپیمابر ژاپنی آکاگی

ناو هواپیمابر ژاپنی آکاگی (به ژاپنی: 赤城) یک ناو هواپیمابر ساخته شده برای نیروی دریایی امپراتوری ژاپن (IJN) بود که به نام کوه آکاگی در استان گونما فعلی نامگذاری شد. در نبرد میدوی شرکت داشت. پس از بمباران نیروهای آمریکایی در آب‌سنگ مرجانی میدوی، آکاگی و سایر حاملان مورد حمله هواپیماهای میدوی آمریکایی قرار گرفت و آسیب جدی دید. وقتی معلوم شد که او نمی‌تواند نجات یابد، توسط ناوشکن‌های ژاپنی مورد هجوم قرار گرفت تا مانع از سقوط او به دست دشمن شود. از دست دادن آکاگی و سه ناو دیگر در میدوی یک شکست استراتژیک مهم برای ژاپن بود و به پیروزی نهایی متفقین در اقیانوس آرام کمک زیادی کرد.